# Seleção Córnica de Futebol
A Seleção Córnica de Futebol representa o condado inglês da Cornualha desde 2018. Como a equipe não é membro da UEFA nem da FIFA,  portanto não pode se qualificar para a Eurocopa nem para a Copa do Mundo. No entanto, é um membro da CONIFA e pode participar da Copa do Mundo CONIFA e da Copa Europeia CONIFA. Atualmente, a equipe é gerenciada por Darren Gilbert e treinada por Darren Wright, Andrew Graham e Wayne Roberts.

## História
Após a Copa do Mundo ConIFA de 2018, realizada em Londres, a Kernow Football Alliance foi formada por Andrew Bragg e Jason Heaton e ingressou oficialmente na CONIFA em novembro de 2018. Eles jogaram seu primeiro jogo em 25 de fevereiro de 2019 contra o Foxhole Stars em um jogo não oficial, vencendo por 3-2. No próximo mês, foi anunciado que eles participariam da Atlantic Heritage Cup de 2019, que atuará como um torneio de qualificação para a Copa do Mundo ConIFA em 2020. No entanto, eles se retiraram antes do torneio, para serem substituídos pelas Arquipélago de Chagos. Eles jogaram sua primeira partida internacional oficial em 25 de maio de 2019 contra Barawa, vencendo por 5-0 em Bodmin.

## Partidas e resultados
| 25 fevereiro de 2019 Partida não oficial | Cornualha                                     | 3 - 2     | Foxhole Stars XI                 | St Austell            |  |
| 19:30                                    | Clarke 28' · Brokenshire 50' (pen) · Eddy 56' | Relatório | Jennings 71' (pen) · Downing 75' | Estádio: Poltair Park |  |

| 13 maio de 2019 Partida não oficial | Cornualha                                          | 5 - 0 | St Dennis AFC | Bodmin               |  |
| 19:30                               | Goldsworthy 4', 90' · Lorenz 70' · Annear 80', 88' |       |               | Estádio: Priory Park |  |

| 25 maio de 2019 Amistoso | Cornualha                                                    | 5 - 0     | Barawa | Bodmin               |  |
| 15:00                    | C. Turner 18' · Lorenz 19' · Goldsworthy 48' · Eddy 64', 80' | Relatório |        | Estádio: Priory Park |  |

| 25 agosto de 2019 Amistoso | Cornualha | 10 - 3    | Arquipélago de Chagos   | Bodmin               |  |
| 16:00                      | Goldsworthy 9', 20', 65' (pen) · Brokenshire 13' · Jennings 42', 45', 78', 88' · Jacques 57' (g.c) · Summers 62' | Relatório | Sooprayen 27', 76', 90' | Estádio: Priory Park |  |